# Asilinae
Asilinae là một phân họ lớn của họ Asilidae, gồm hơn 100 chi.

## Hình ảnh

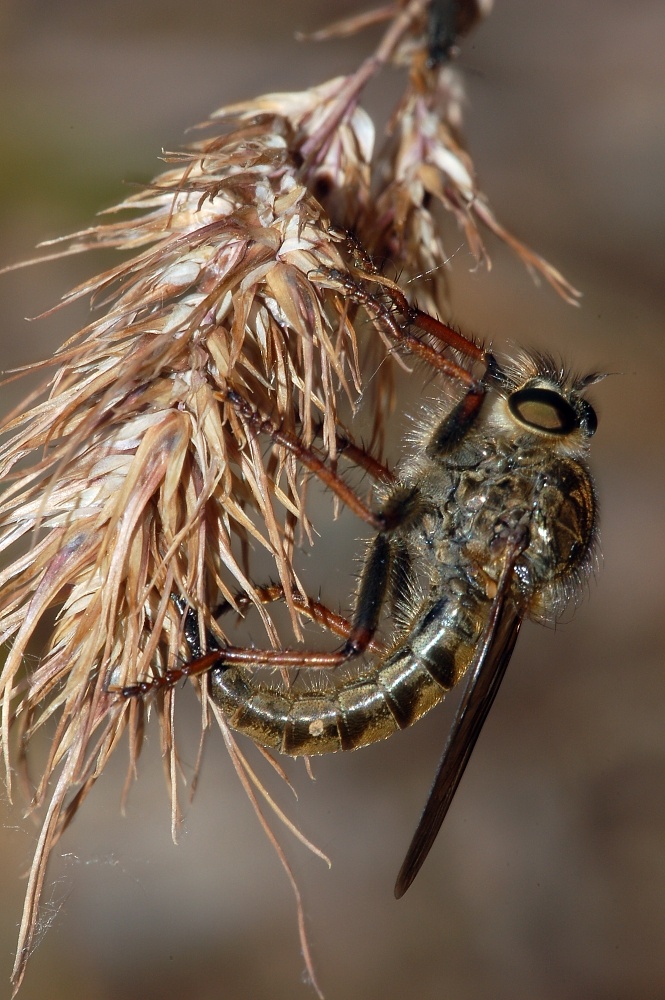

## Phân loại
Các chi trong phân họ Asilinae gồm:
- Asilus Linnaeus 1758
- Dysmachus Loew, 1860
- Eccritosia
- Efferia
- Eutolmus Loew, 1848
- Machimus Loew, 1849
- Megaphorus
- Mallophora
- Neoitamus Osten Sacken, 1878
- Neomochtherus Osten Sacken, 1878
- Ommatius
- Pamponerus Loew, 1849
- Philonicus Loew, 1849
- Polacantha
- Proctacanthella
- Promachus
- Rhadiurgus Loew, 1849
- Triorla
- Tolmerus

Danh sách này không đầy đủ, bạn cũng có thể giúp mở rộng danh sách.